# Euselasia eutychus
Euselasia eutychus är en fjärilsart som beskrevs av William Chapman Hewitson 185t6. Euselasia eutychus ingår i släktet Euselasia och familjen Riodinidae. Inga underarter finns listade i Catalogue of Life.

## Bildgalleri

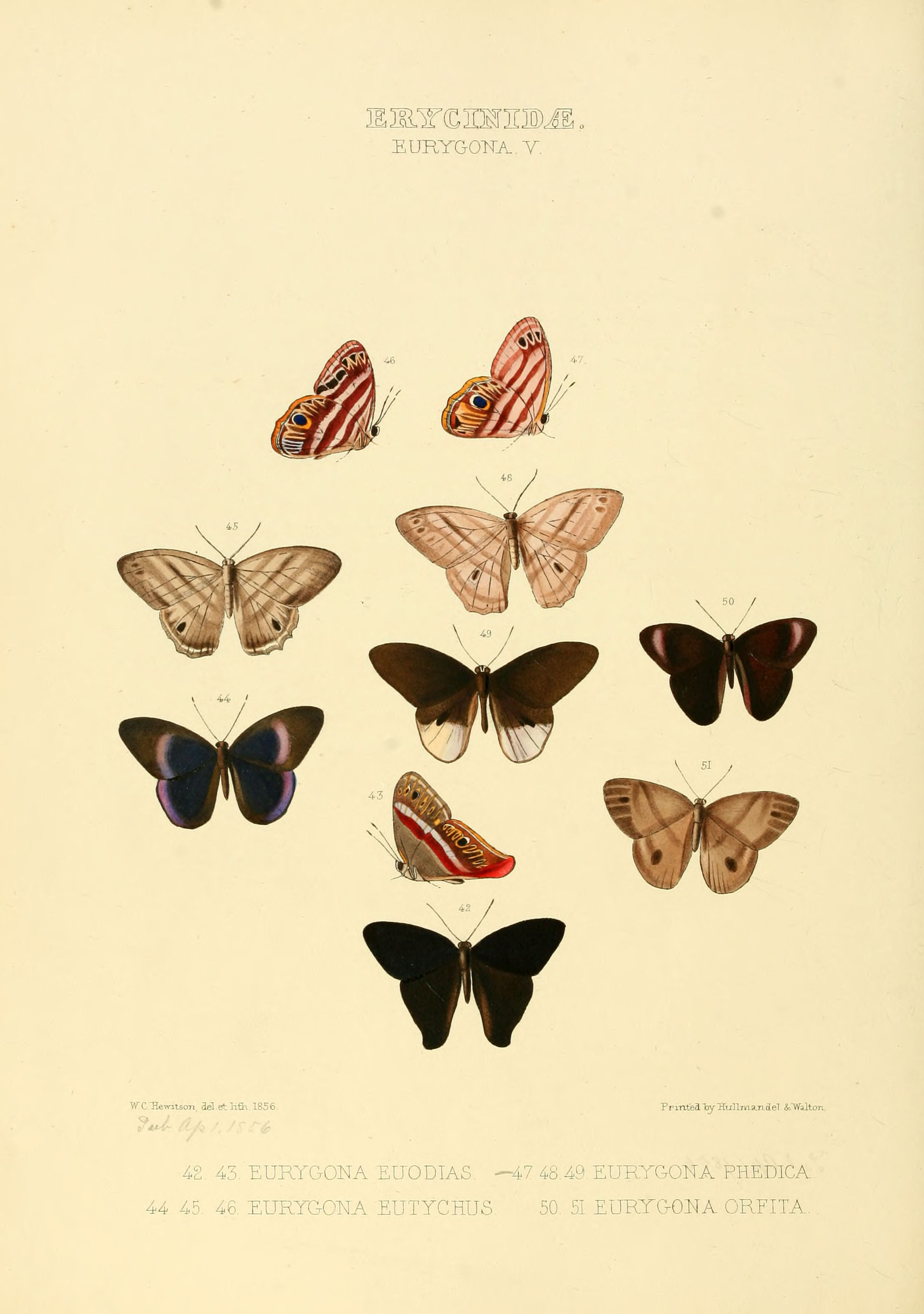